# Joyce Redman
Joyce Redman (County Mayo (Ierland), 9 december 1915 – Kent, 10 mei 2012) was een Brits actrice van Ierse afkomst. Zij was bekend om haar rol als Jenny Jones in de film Tom Jones en om haar rol als Emilia in de film Othello. Voor beide rollen werd ze genomineerd voor Beste vrouwelijke bijrol (Oscar).
Zij was getrouwd met Charles Wynne-Roberts van 1949 tot haar overlijden.

## Filmografie
- The Words Upon the Window Pane (1938)
- Johnson Was No Gentleman (1939)
- Spellbound (1941)
- One of Our Aircraft Is Missing (1942)
- Men of Darkness (1948)
- The Merry Wives of Windsor (1955)
- Tom Jones (1963)
- Othello (1965)
- Prudence and the Pill (1968)
- Les Miserables (1978)
- The Executioner (1980)
- The Seven Dials Mystery (1981)
- A Different Kind of Love (1985)
- Prime Suspect: Scent of Darkness (1995)
- Victoria & Albert (2001)

## Televisieseries
- The Philco Television Playhouse (1949)
- BBC Sunday-Night Theatre (1951)
- Vanity Fair (1956-1957)
- Confession (1970)
- ITV Saturday Night Theatre (1971-1973)
- Between the Wars (1973)
- Notorious Woman (1974)
- Clayhanger (1976)
- Just William (1977)
- BBC2 Play of the Week (1978)
- Play for Today (1980)
- Tales of the Unexpected (1980)
- All for Love (1982)
- The Rector's Wife (1994)
- Ruth Rendell Mysteries (1997)